# گرانودیوریت
گرانودیوریت، نوعی سنگ نفوذی و آذرین با بافت فانریتیک (ساخته شده از کریستال‌هایی قابل دیدن با چشم غیرمسلح) و مانند گرانیت است. تفاوت آن با گرانیت آن است که گرانودیوریت حاوی فلدسپات‌های پلاژیوکلاز به مقداری بیشتر از فلدسپات‌های اُرتوکلاز است. گرانودیوریت حاوی مقدار زیادی پلاژیوکلاز غنی از سدیم و کلسیم و نیز فلدسپات پتاسیمی و کوارتز است. بیوتیت و آمفیبول در گرانودیوریت فراوان‌تر از گرانیت هستند. از گرانودیوریت به عنوان سنگدانه در جاده‌سازی استفاده می‌شود و همچنین ممکن است در ساختمان‌سازی نیز مورد استفاده قرار گیرد. سنگ‌نبشتهٔ پرآوازهٔ سنگ روزتا از جنس گرانودیوریت است.
گرانودیوریت، از جمله سنگ‌های حد واسط است و از نظر ترکیب و بافت، میانه و حد واسط گرانیت و دیوریت شناخته می‌شود. گرانودیوریت معادل (برابر) ژرف‌توده‌ایِ درشت‌دانهٔ داسیت به‌شمارمی‌آید. مقدار کوارتز آن بیش از دیوریت است و در ترکیب معدنی خود، دارای مافیک بیشتری نسبت به گرانیت می‌باشد. گرانودیوریت معمولاً در کمان‌های آتشفشانی تولید می‌شود. همچنین، گرانودیوریت در شکل‌گیری ساختمان کوه، در قالب باتولیت‌های بزرگ در ریشهٔ کوه قرار می‌گیرد.
رنگ گرانودیوریت، گوناگون است، اما معمولاً رنگ روشن دارد.

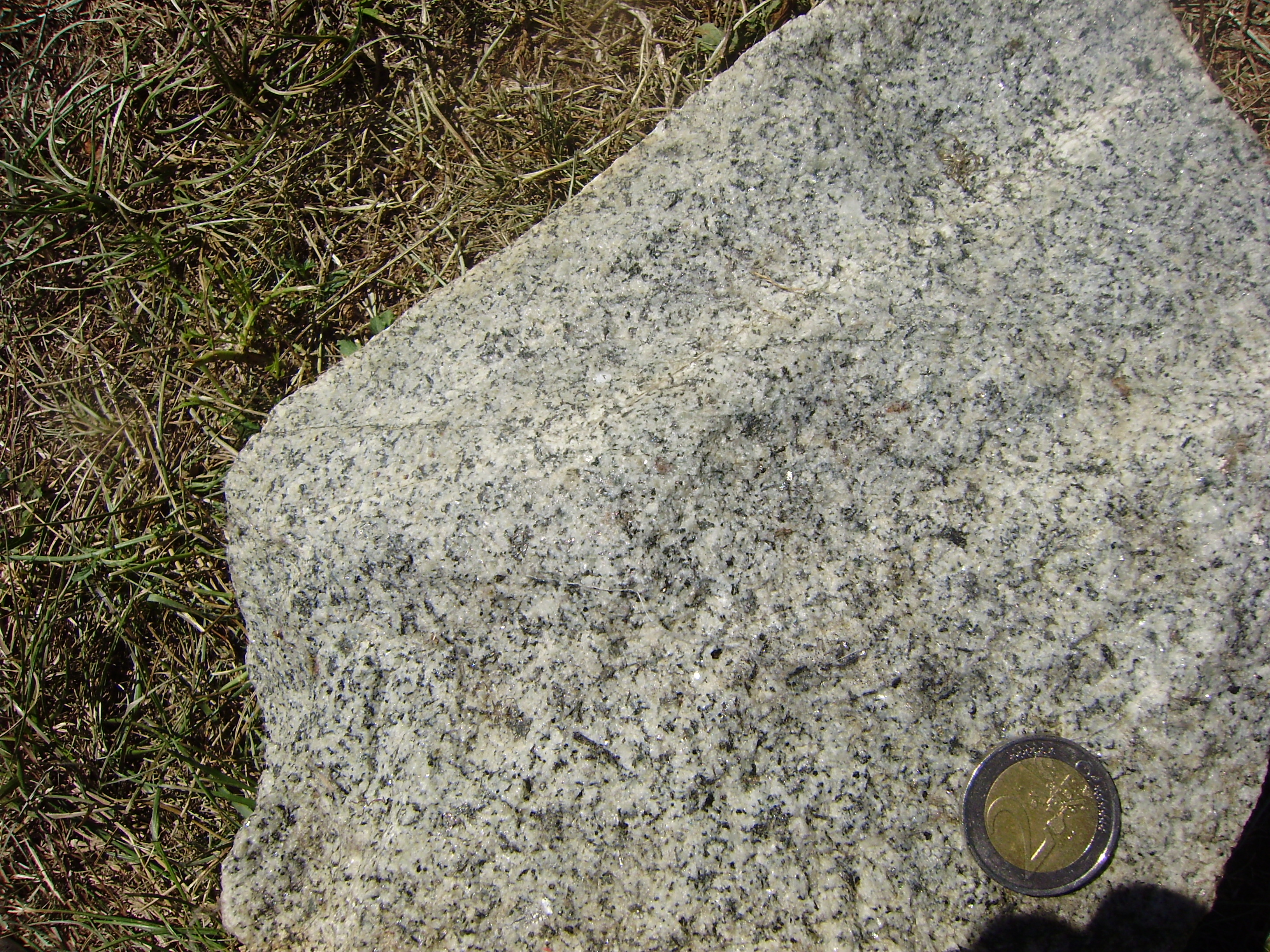
گرانودیوریت از فرانسه

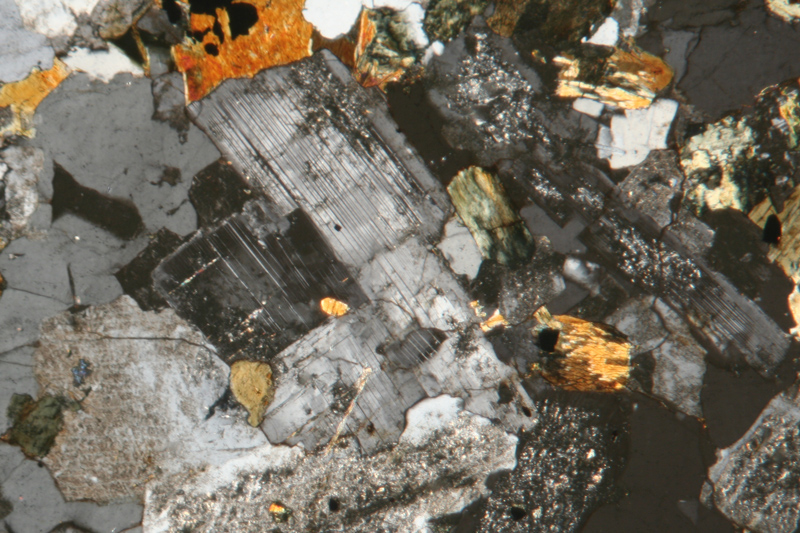
تصویر تهیه‌شده از بخش نازکی از گرانودیوریت به روش عکاسی ریزنگاری. نمونهٔ استفاده شده در این عکس، از اسلواکی آورده شده‌است.